# Caeneressa dispar
Caeneressa dispar là một loài bướm đêm thuộc phân họ Arctiinae, họ Erebidae.